# Sun Xiulan
Sun Xiulan (27 de março de 1961) é uma ex-handebolista chinesa, medalhista olímpica.
Sun Xiulan fez parte do elenco da medalha de bronze inédita chinesa, em Los Angeles 1984.